# Ssamjang
El ssamjang (ssam significa ‘envuelto’ y jang, ‘pasta’ o ‘salsa espesa’) es una pasta espesa y especiada usada en la comida envuelta en una verdura de hoja de la gastronomía de Corea. La salsa se hace con doenjang, gochujang, aceite de sésamo, cebolla, ajo, cebolleta y opcionalmente azúcar moreno.

## Uso
Típicamente se pone una hoja de sangchu (lechuga romana) o perilla en la mano extendida, poniendo en el centro de la misma una bola de arroz pequeña, otra de ssamjang y un trozo de carne (como galbi o samgyeopsal) o kimchi. Entonces se envuelve la hoja alrededor del contenido, se mete la bola de comida envuelta en la boca y se come. La bola se hace no muy grande para poder comerla de un bocado.